# Bartolomeo Malizia
Bartolomeo Malizia (Napoli, 1760 circa – Napoli, 7 aprile 1822) è stato un teologo italiano.
Approfondito conoscitore di Sant'Agostino, insegnò teologia al liceo del seminario arcivescovile di Napoli, dove ebbe come allievi, tra gli altri, Francesco Iavarone, Angelo Antonio Scotti e Andrea de Jorio.
A parte un saggio agiografico su suor Maria Crocifissa Broggia, pubblicato nel 1784, la maggior parte delle sue opere uscirono postume, tra il 1822 e il 1825, in 4 volumi, relativi - soprattutto - alla vita e alle opere di Sant'Ambrogio, a pensieri vari e a massime diverse, nonché alle riflessioni sopra alcuni libri di Jean-Jacques Rousseau. In particolare del filosofo svizzero, Malizia confutò molti dei precetti contenuti nel Contratto sociale.